# Bagni Lukács
I bagni Lukács (in ungherese Szt. Lukács gyógyfürdő) sono delle storiche terme di Budapest, riscaldate naturalmente grazie a una sorgente di acqua calda. 
I bagni possono essere utilizzati tutti i giorni sia dagli uomini che dalle donne, ma le piscine sono separate.

## Storia

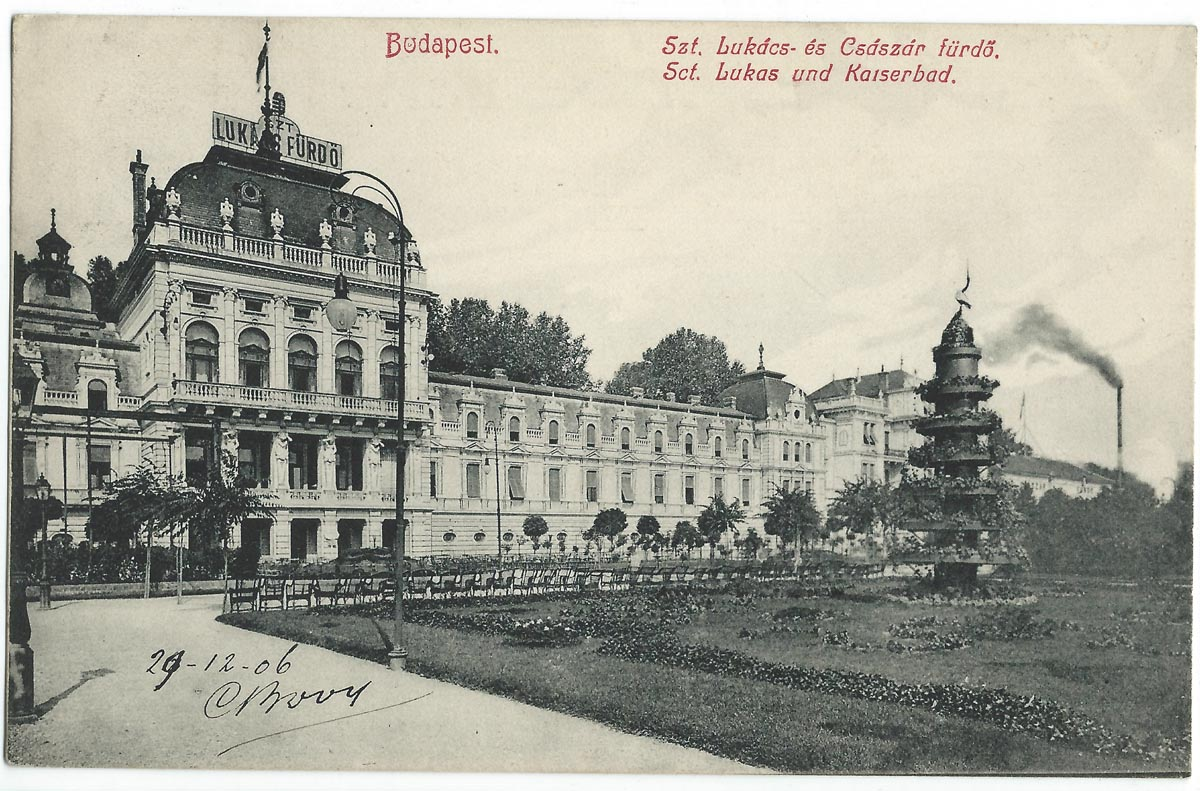
Bagni Lukács

Il primo complesso termale venne completato nel 1880, ma i bagni termali erano utilizzati sin dal XII secolo dai Cavalieri Ospitalieri.
Al suo interno è presente un muro che in passato apparteneva ad un vecchio mulino ottomano (il mulino Császár) che utilizzava l'acqua termale come fonte di energia.
Una parete esterna delle terme presenta una varietà di targhe inviate come ringraziamento (alla maniera degli ex-voto) da persone di tutto il mondo che si sentono curate dalle acque termali.